# Cantone di Agen-Nord-Est
Il Cantone di Agen-Nord-Est era una divisione amministrativa dell'arrondissement di Agen.
È stato soppresso a seguito della riforma complessiva dei cantoni del 2014, che è entrata in vigore con le elezioni dipartimentali del 2015.
Comprendeva parte della città di Agen e i comuni di:
- Bajamont
- Pont-du-Casse